# Gustav Preller
Pour les articles homonymes, voir Preller.
Gustav Schoeman Preller (né le 4 octobre 1875 à Pretoria au Transvaal et mort le 7 octobre 1943 à Pelindaba en Afrique du Sud) est un journaliste, historien, écrivain et critique littéraire d'Afrique du Sud. 

## Biographie
Gustav Preller est notamment resté connu pour son implication active dans la promotion de l'afrikaans et dans la popularisation de l'histoire de l'Afrique du Sud, notamment auprès de la population afrikaner. Auteur de nombreuses contributions à la constitution de l'histoire des Afrikaners, notamment celle des Voortrekkers, il a joué un rôle important lors des commémorations du centenaire du Grand Trek en 1938 et lors des études visant à ériger le Voortrekker Monument. Il fut également coscénariste du premier film sud-africain, De Voortrekkers, en 1916.
Chaque année depuis 1909, l'Académie sud-africaine des sciences et des arts décerne un prix Gustav Preller.